# 음절의 끝소리 규칙
음절의 끝소리 규칙(音節-規則)은 표준어 규정의 표준 발음법에 따른 받침을 발음하는 규칙이다. 이 규칙에 의하여 받침 뒤에 ‘ㅏ’, ‘ㅓ’, ‘ㅗ’, ‘ㅜ’, ‘ㅟ’로 시작되는 실질 형태소가 연결되는 경우, 종성 위치에 온 자음은 대표음으로 바뀌어서 뒤 음절 첫소리로 옮겨 발음된다. 절음 법칙(絶音法則) 또는 말음 법칙(末音法則)이라고도 한다.
기본적으로 한국어는 연음 법칙이 적용되어, 홀소리로 시작되는 음절은 앞 음절의 받침을 이어서 소리낸다. 그러나 이 규칙에 따른 예외로 받침 뒤에 홀소리로 시작되는 실질 형태소가 결합되는 경우는, 연음하지 않고 각각의 음절을 끊어 발음한다. 따라서, 이 경우 앞 음절의 받침은 형태주의에 따라 표기된 자음 대신에 7종성법에 따라 대표음으로 소리나면서 뒤 음절의 모음과 연결된다.

## 예
- 밭 아래→ [받아래]→ [바다래]
- 늪 앞 →[늡압] →[느밥]
- 젖어미 →[젇어미] → [저더미]
- 맛없다 →[맏업다]→ [마덥따]
- 겉옷 →[걷옫] → [거돋]
- 꽃 위 → [꼳위] →[꼬뒤]

다만, ‘맛있다’, ‘멋있다’는 각각 [마딛따], [머딛따]로 소리내는 것이 원칙이지만, 현실을 반영하여 [마싣따], [머싣따]로도 소리낼 수 있도록 허용하고 있다.